# Solanum sessiliflorum
La cocona (Solanum sessiliflorum Dunal) è una pianta appartenente alla famiglia delle Solanaceae, originaria del Sudamerica. Coltivata in vari paesi per il suo frutto di sapore gradevole, che può essere consumato fresco o usato per preparare succhi, nettari, marmellate, dolci.

## Descrizione

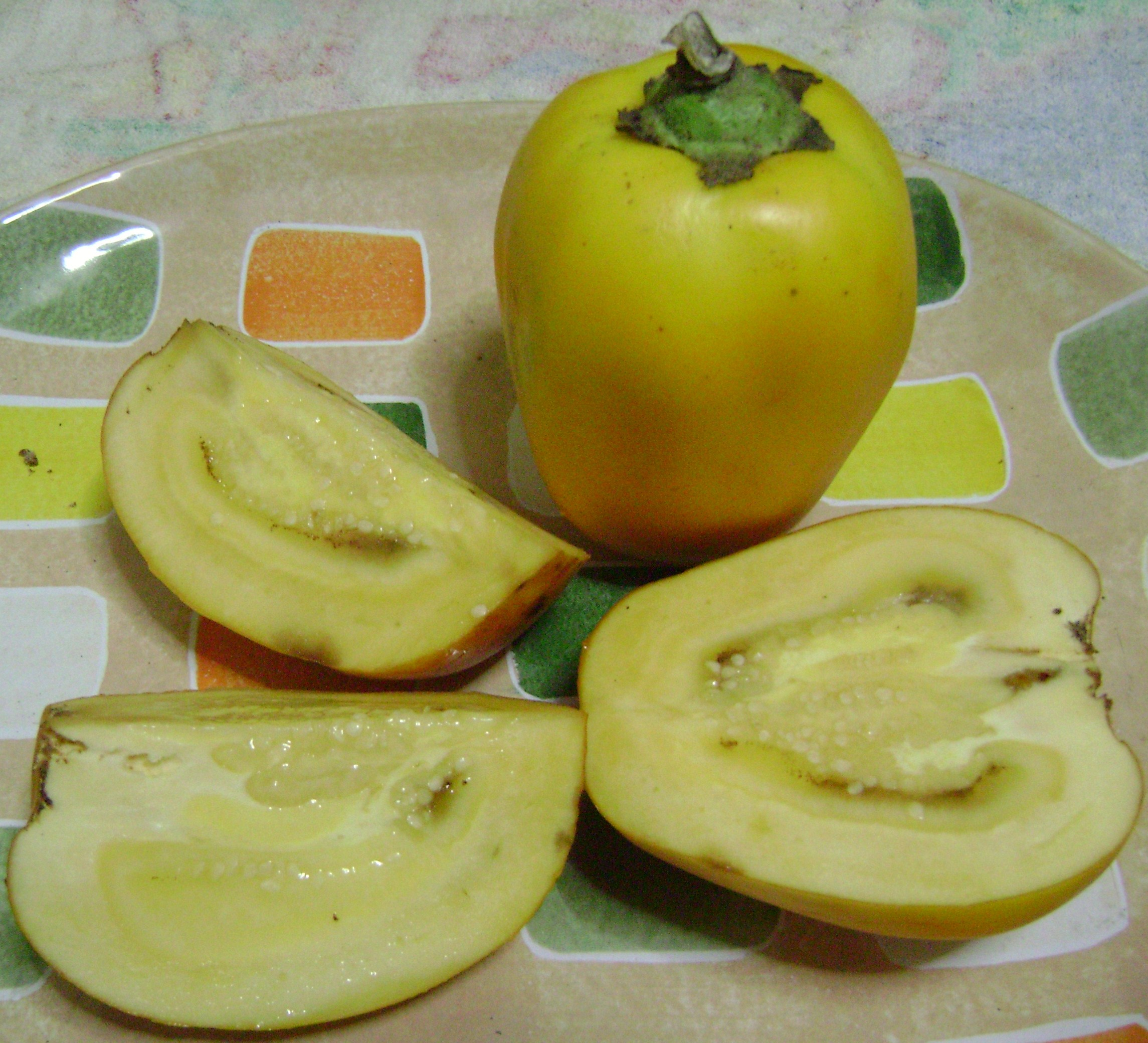
Frutto di cocona

La cocona è una pianta dalla crescita rapida. Misura da 80 cm a 2 m di altezza. Gli steli sono cilindrici e ramificati vicino al suolo, con rami robusti e foglie semplici, alternate. Le fogli hanno margine ondulato o seghettato, con faccia superiore coperta di peluria dura e biancastra. L'infiorescenza è ascellare in racemi. I suoi fiori sono più grandi di quelli della patata, misurando 4-5 cm di diametro, e hanno una corolla con cinque petali di colore biancastro o leggermente giallo o verde chiaro.
Il frutto di colore giallo o rossiccio ha una forma che varia da quasi sferica o ovoidale e misura 4-12 cm in lunghezza e 3-6 cm in larghezza con un peso tra 24 e 250 g. La buccia è morbida e circonda la polpa o mesocarpo, spessa, gialla e acquosa.

## Distribuzione e habitat
La cocona è originaria di un'area che va dal Nicaragua al Sudamerica tropicale e cresce principalmente in climi tropicali umidi.

## Coltivazione
La cocona richiede di temperature medie tra 18 e 30 °C, senza presenza di gelate, e con precipitazioni comprese tra 1.500 e 4.500 mm per anno. Beneficia di una ombra leggera durante i suoi primi stadi di sviluppo. Cresce in suoli acidi di bassa fertilità, così come in suoli neutri e alcalini di buona fertilità, con struttura argillosa o sabbiosa. Si trova coltivata in zone con altitudini da 0 fino i 1500 metri.
La propagazione avviene tanto in forma sessuale che vegetativa. La propagazione per seme è la metodologia più semplice; i frutti contengono di 1200-1400 semi per frutto con un peso totale di semi di 3,2 g. 
La produzione inizia ai sei mesi del trapianto, con fruttificazione continua durante uno a due anni. Le piante richiedono una buona radiazione solare durante il periodo di fruttificazione.

## Usi

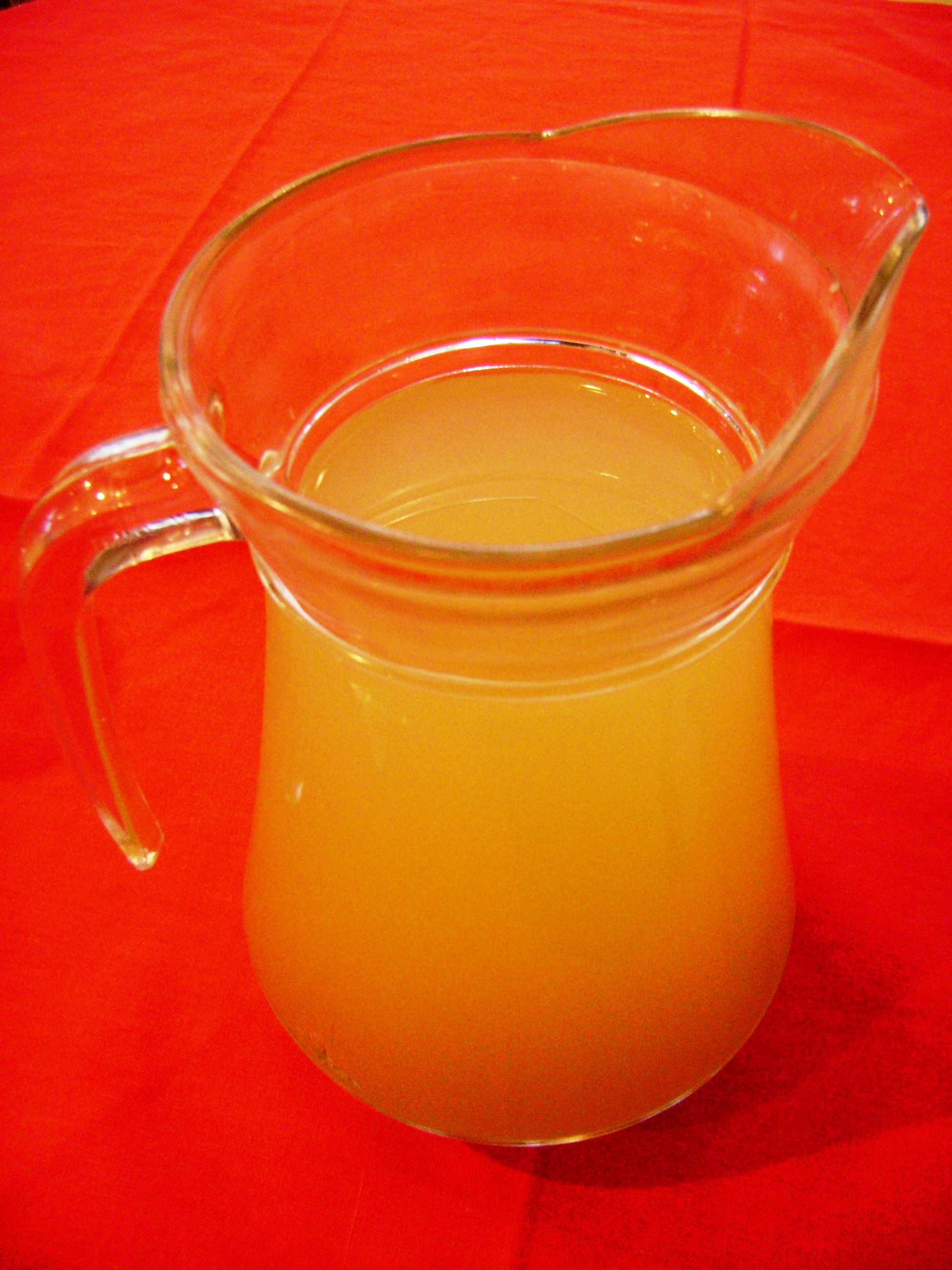
Succo di cocona

La cocona è coltivata per il consumo umano in Sudamerica (Brasile, Bolivia, Colombia, Ecuador, Perù e Venezuela) a meno di 700 m di altitudine. La polpa del frutto si usa per fare succhi, nettari, marmellate, dolci e occasionalmente viene consumata fresca come ortaggio o preparata in sottaceti.
La cocona può anche essere coltivata come pianta ornamentale da interni in zone più elevate e fredde, ma è molto sensibile agli acari dei ragni per il quale motivo non si deve mantenere ere in aria secca. Oltretutto è molto sensibile alle gelate.
Utilizzata nella preparazione di succhi e nettari, ha anche ha un alto potenziale per l'utilizzo nella preparazione di insalate. Può considerarsi il pomodoro dell'Amazzonia; preparato con peperoncino si usa in insalata o come contorno a cibi tipici nella giungla peruviana, come il tacacho con cecina. D'altro lato, è possibile usare la cocona nella preparazione di marmellate dolci e gelatine, come se fosse una pesca.
I frutti sono deperibili. Possono conservarsi a temperatura ambiente, con buona aerazione e in ombra fino 5 giorni. La polpa può conservarsi in refrigerazione per tempo prolungato.